# Tom Baker (attore 1940)
Tom Baker (Virginia Occidentale, 23 agosto 1940 – New York, 2 settembre 1982) è stato un attore statunitense, noto per aver recitato in diversi film di Andy Warhol.
Era amico stretto di Jim Morrison, frontman dei Doors.
Baker è morto a New York nel 1982, a causa di un'overdose di eroina.